# Діонісіос Касдагліс
Діонісіос Касдагліс (10 жовтня 1872, Александрія, Єгипет — 1931) — греко-єгипетський тенісист, двічі срібний призер літніх Олімпійських ігор 1896 в Афінах.

## Біографія
Діонісіос Касдагліс оходив із родини етнічних греків, яка переїхала до Солфорда, Велика Британія, задля ведення торгівлі бавовною. 1895 року він вирушив у Єгипет для розвитку сімейного бізнесу і звідти через рік потрапив на Олімпійські ігри.
Діонісіос Касдагліс брав участь в обох тенісних турнірах — і в одиночному, і в парному. У першому змаганні Касдагліс обіграв француза Деферта в першому раунді, грека Константіноса Акратопулоса у чвертьфіналі і угорця Момчило Тапавіцу у півфіналі. У фінальній зустрічі з британцем Джоном Пієм Боландом він програв з рахунком 0:2.
У парному турнірі Касдагліс виступав із греком Деметріосом Петрококкіносом. У першому раунді вони обіграли греків Константіноса Паспатіса і Евангелоса Ралліса, і у півфіналі британця Джорджа Робертсона і австралійця Тедді Флека. У фіналі вони зустрічалися з Боланд і німцем Фрідріхом Трауном.
Результат Касдагліса в одиночному розряді приписують грецькій збірній, а в парному — єгипетській, оскільки він змагався з іншим греком, то їхня срібна медаль належить Змішаній команді.